# 18 Summers
18 Summers est un groupe allemand de synthwave et synthpop. Il est formé en 1990 sous le nom de Silke Bischoff. En 2002, le chanteur Felix Flaucher (né le 14 janvier 1958 et décédé le 22 août 2017) et l'auteur-compositeur-guitariste Frank Schwer rebaptisent le projet 18 Summers. 

## Histoire
Felix Flaucher et Axel Kretschmann forment le projet Silke Bischoff au printemps 1990 et publient ensuite trois bandes démo de deux titres chacune. À cette époque déjà, le titre I Don't Love You Anymore pouvait devenir un hit underground. Leur plus grand succès est cependant On the Other Side (I'll See You Again), une sorte d'hymne pour le mouvement dark wave et gothique du début des années 1990, grâce auquel Silke Bischoff devient une figure importante dans l'environnement dark wave des années 1990.
Le nom Silke Bischoff fait référence à une jeune fille de 18 ans décédée lors de la prise d'otages de Gladbeck en 1988. Il est fait référence à Silke Bischoff dans quelques textes, comme par exemple dans le morceau Why Me ? du premier album de 1991. L'utilisation de ce nom comme nom de groupe est vivement critiquée au début ; Felix Flaucher avait cependant délibérément choisi ce nom en hommage à Silke Bischoff, dont la mort aurait pu être évitée si la prise d'otages n'avait pas été marquée par un battage médiatique sensationnaliste et par l'échec de la police. En outre, il trouvait « anormal qu'en règle générale, les noms des coupables survivent dans les mémoires des années plus tard ; quant aux victimes, on ne peut souvent plus s'en souvenir après peu de temps ».
Après un litige en 2002 avec Axel Kretschmann, Felix Flaucher et Frank Schwer changent le nom du groupe en 18 Summers. Le nouveau nom 18 Summers fait également référence aux événements de l'époque : Silke Bischoff, tuée lors du drame des otages, est décède le 18 août 1988 à l'âge de 18 ans.
En 2001, le groupe connait un premier succès dans les charts avec l'album Phoenix from the Flames, le clip du single extrait Felix in the Sky est tourné à Kiev, en Ukraine, par le réalisateur Norman Hafesi, finalement diffusé dans la Power-Rotation de la chaîne musicale VIVA 2 et publié en DVD avec l'enregistrement live du concert VIVA-Overdrive à Cologne. Tant Phoenix from the Flames que l'album suivant Virgin Mary sont produits par John Fryer et Roman Schönsee ; tous deux sont parus chez Drakkar Entertainment.
Felix Flaucher se fait en outre connaître très tôt comme photographe et est à l'origine du style de toute une série de photographes de la scène gothique et fétichiste actuelle. Dès le début, il utilise des photographies de filles pour l'artwork de Silke Bischoff et 18 Summers. Il fait le portrait de groupes très divers, et quelques titres remarquables des magazines Gothic, Orkus, Sonic Seducer et Zillo sont de lui. Nombre de ces photos de groupes figurent, aux côtés de nus, de fétiches et de portraits, dans le livre de photos Under your Skin qu'il a publié. Outre divers autres projets, il est la voix allemande de Marilyn Manson sur son autobiographie en livre audio. Par la suite, il collabore avec The Dreamside (2007) et Sara Noxx (2009). Avec l'album The Magic Circus, le groupe — en mars 2012 — renoue généralement avec son passé musical, tout en empruntant de nouvelles voies dans l'essence même de son artwork et de ses thématiques.
Flaucher décède dans la nuit du 23 août 2017 à l'âge de 59 ans des suites d'une longue maladie,. 

## Discographie

### Silke Bischoff
- 1990 : I Don't Love You Anymore / Small and Tired (MC)
- 1990 : Why Me? / Follow Me Into the Night (MC)
- 1990 : 666 Hellbound / Hold Me (MC)
- 1991 : Silke Bischoff (LP)
- 1992 : Silke Bischoff (CD)
- 1993 : The Man on the Wooden Cross (CD)
- 1995 : To Protect and to Serve (3-Track Promo) (triple CD)
- 1995 : To Protect and to Serve (CD)
- 1996 : Northern Lights (4-Track Promo) (CD)
- 1996 : Northern Lights (CD)
- 1996 : Waste of Time (CDM)
- 1996 : Waste of Time (Promo Video) (VHS)
- 2001 : Felix In the Sky (CDM)
- 2001 : Phoenix from the Flames (CD)
- 2001 : Down In the Park – Unplugged in Köln (CD / DVD)

### 18 Summers
- 2002 : Girl of 18 Summers (CDM)
- 2002 : Virgin Mary (CD)
- 2003 : Phoenix from the Flames [Re-release] (CD)
- 2012 : The Magic Circus (CD)